# Кумар, Сурендер
Сурендер Кумар (хинди सुरेन्द्र कुमार; род. 23 ноября 1993, Карнал, Харьяна) — индийский хоккеист на траве, защитник сборной Индии. Бронзовый призёр Олимпийских игр. 

## Биография
Сурендер Кумар родился 23 ноября 1993 года в Карнале (штат Харьяна). Его брат Анкур Кумар также играет в хоккей на траве.
Начал заниматься спортом в королевской школе Арьян Шикша Никетан в Курукшетре.
Закончил университет в Курукшетре. Владеет английским языком и хинди.

## Карьера
Сурендер Кумар дебютировал за сборную Индии в 2016 году на Кубке Султана Азлана Шаха в Ипохе в игре против Японии.
В 2016 году принял участие на летних Олимпийских играх в Рио-де-Жанейро, где Индия дошла до четвертьфинала и заняла итоговое восьмое место.
В 2017 году участвовал на Кубке Азии в Дакке, где сборная Индии завоевала золотую медаль.
В 2018 году на домашнем чемпионате мира в Бхубанешваре сборная Индии дошла до четвертьфиналов, где проиграла и стала шестой. В составе этой команды играл Сурендер Кумар. Также в 2018 году Индия вместе с Сурендером Кумаром выиграла серебро на Трофее чемпионов в Бреде и бронзу Азиатских игр в Джакарте.
В 2020 году участвовал в Про-лиге Международной федерации хоккея на траве, где сборная Индии стала четвёртой.
Принял участие на летних Олимпийских играх 2020 года в Токио. Сборная Индии в групповом этапе одержала 4 победы и вышла в плей-офф со второго места. В четвертьфинале индийцы победили Великобританию со счётом 3:1, однако затем уступили будущим олимпийским чемпионам Бельгии 3:5. В матче за бронзу Индия победила Германию со счётом 5:4, впервые с московской Олимпиады в 1980 году завоевав медаль в хоккее на траве.